# Trouble Maker
Trouble Maker (en hangul, 트러블 메이커) fue un dúo formado por Cube Entertainment en 2011, conformado por Kim HyunA y Jang Hyun-seung. Se disolvió en 2018.

## Carrera

### 2011: Formación y debut conTrouble Maker
En noviembre de 2011, los artistas de Cube Entertainment, Jang Hyunseung (en aquel entonces miembro de Beast) y Hyuna (en aquel entonces miembro de 4minute) formaron el dúo Trouble Maker. Hyuna previamente había lanzado dos sencillos en solitario, pero ambos describieron la subunidad como algo diferente a sus respectivos grupos. La subunidad fue oficialmente enunciada como 'JS & Hyuna', en la cual Hyun-seung reveló en su cuenta de Twitter, su nuevo nombre para la subunidad, Jay Stomp.
El 25 de noviembre, la unidad empezó revelar fotos teaser para su nuevo álbum, revelando un concepto de private-party. El dúo también dio una actuación teaser en el 2011, en los MAMA, el cual incluyó también un beso en el escenario. El primer miniálbum y sencillo de la subunidad, titulado honónimamente "Trouble Maker", fue liberado el 1 de diciembre de 2011.
Las presentaciones en vivo de "Trouble Maker" en los shows semanales durante la promoción del primer miniálbum, fueron criticados por los medios de comunicación Coreanos por su coreografía sexualmente sugestiva. En respuesta, Cube Entertainment retocó la coreografía para el resto del periodo de promoción de "Trouble Maker". El dúo también actuó la canción en los conciertos de United Cube en Londres y Brasil en diciembre de 2011. El sencillo fue todo un éxito, ganando la triple corona en el programa M! Countdown. Los críticos valoraron la canción principalmente por el sonido, la coreografía y la química entre los dos miembros.

### 2013:Chemistryy actualidad
En octubre de 2013, Cube Entertainment confirmó que Trouble Maker estaría haciendo su primer comeback luego de 2 años de haber publicado su primer sencillo, con una picante sesión de fotos. El 28 de octubre, el grupo lanzó su segundo miniálbum "Chemistry", con el sencillo "There Is No Tomorrow" o también conocido como "Now". El video musical del sencillo, el cual es una inspiración de los legendarios criminales Bonnie y Clyde, fue clasificado 19+ por sus referencias pesadas al sexo, alcohol, y cigarrillos. "There Is No Tomorrow" tuvo la puntuación más alta jamás grabada del show musical, Inkigayo, con 11,000 puntos.
En la actualidad, Trouble Maker no ha vuelto a trabajar desde que terminaron sus promociones con "Now" en 2014. La subunidad actualmente está disuelta. Hyuna ha dejado de ser miembro de 4Minute luego de la disolución del grupo, y recientemente terminó su contrato con Cube Entertainment; mientras que Hyun-seung dejó de ser integrante de Beast para concentrarse en su carrera en solitario.

## Miembros
| Nombre artístico | Nombre artístico | Nombre de nacimiento | Nombre de nacimiento | Fecha de nacimiento               | Lugar de nacimiento     | Posición                                                     |
| Romanización     | Hangul           | Romanización         | Hangul               | Fecha de nacimiento               | Lugar de nacimiento     | Posición                                                     |
| ---------------- | ---------------- | -------------------- | -------------------- | --------------------------------- | ----------------------- | ------------------------------------------------------------ |
| JS               | —                | Jang Hyun-seung      | 장현승               | 3 de septiembre de 1989 (35 años) | Suncheon, Corea del Sur | Líder, vocalista principal, bailarín principal               |
| Hyuna            | 현아             | Kim Hyun Ah          | 김현아               | 6 de junio de 1992 (32 años)      | Seúl, Corea del Sur     | Rapera principal, sub-vocalista, bailarina principal, maknae |

## Discografía

### Extended plays
| Trouble Maker                                                                 | - Lanzamiento: 1 de diciembre de 2011 - Discográfica: Cube Entertainment - Formatos: CD, descarga digital | 2 | 13 | 1 | - KOR: 36,427 |
| Chemistry                                                                     | - Lanzamiento: 28 de octubre de 2013 - Discográfica: Cube Entertainment - Formato: CD, descarga digital   | 2 | —  | 3 | - KOR: 30,934 |
| "—" Denota los lanzamientos que no fueron graficados o lanzados en esa región | |   |    |   |               |

### Sencillos
| Año                                                                             | Título                       | Posiciones de cumbre | Posiciones de cumbre | Ventas (descargas de Música) | Álbum         |
| Año                                                                             | Título                       | KORGaon              | KORHot 100           | Ventas (descargas de Música) | Álbum         |
| ------------------------------------------------------------------------------- | ---------------------------- | -------------------- | -------------------- | ---------------------------- | ------------- |
| 2011                                                                            | "Trouble Maker"              | 1                    | 2                    | - KOR: 4,408,787             | Trouble Maker |
| 2013                                                                            | "Now (There Is No Tomorrow)" | 1                    | 1                    | - KOR: 987,754               | Chemistry     |
| "—" Denota los lanzamientos que no fueron graficados o lanzados en esa región.. |                              |                      |                      |                              |               |

## Premios y nominaciones
| Año  | Premio                                 | Categoría                          | Trabajo nominado | Resultado |
| ---- | -------------------------------------- | ---------------------------------- | ---------------- | --------- |
| 2012 | Mnet 20's Choice Awards                | Hot Performance Star               | Trouble Maker    | Ganador   |
| 2012 | 14th Mnet Asian Music Awards           | Best Collaboration Performance     | Trouble Maker    | Ganador   |
| 2012 | 4th Melon Music Awards                 | Canción del Año                    | Trouble Maker    | Nominado  |
| 2012 | 4th Melon Music Awards                 | Mejor Artista Global               | Trouble Maker    | Nominado  |
| 2012 | 4th Melon Music Awards                 | Mejor Video Musical                | Trouble Maker    | Nominado  |
| 2012 | 4th Melon Music Awards                 | Hot Trend Song                     | Trouble Maker    | Ganador   |
| 2012 | 27th Golden Disk Awards                | Best Dance Performance             | Trouble Maker    | Ganador   |
| 2012 | 27th Golden Disk Awards                | MSN International Award            | Trouble Maker    | Nominado  |
| 2014 | World Music Awards                     | Mejor Canción del Mundo            | Now              | Nominado  |
| 2014 | World Music Awards                     | Mejor Video del Mundo              | Now              | Nominado  |
| 2014 | Singapore Entertainment Awards         | Video Musical de K-Pop más Popular | Now              | Nominado  |
| 2015 | 3rd European K-POP / J-POP Music Award | Best TV Stage Performacne          | Now              | Ganador   |

## Premios de música

### Show Champion
| Año  | Fecha           | Canción |
| ---- | --------------- | ------- |
| 2013 | 6 de noviembre  | "Now"   |
| 2013 | 13 de noviembre | "Now"   |
| 2013 | 20 de noviembre | "Now"   |

### M! Countdown
| Año  | Fecha           | Canción         |
| ---- | --------------- | --------------- |
| 2011 | 15 de diciembre | "Trouble Maker" |
| 2011 | 22 de diciembre | "Trouble Maker" |
| 2011 | 29 de diciembre | "Trouble Maker" |
| 2013 | 7 de noviembre  | "Now"           |
| 2013 | 14 de noviembre | "Now"           |

### Music Bank
| Año  | Fecha           | Canción |
| ---- | --------------- | ------- |
| 2013 | 8 de noviembre  | "Now"   |
| 2013 | 15 de noviembre | "Now"   |

### Music Core
| Año  | Fecha          | Canción |
| ---- | -------------- | ------- |
| 2013 | 9 de noviembre | "Now"   |

### Inkigayo
| Año  | Fecha           | Canción         |
| ---- | --------------- | --------------- |
| 2012 | 8 de enero      | "Trouble Maker" |
| 2013 | 10 de noviembre | "Now"           |

### Music On Top
| Año  | Fecha      | Canción         |
| ---- | ---------- | --------------- |
| 2012 | 5 de enero | "Trouble Maker" |